# Jean Hersholt
Jean Hersholt (Koppenhága, Dánia, 1886. július 12. – Hollywood, Kalifornia, 1956. június 12.) dán-amerikai színész.
Pályafutása alatt 75 néma- és 65 hangosfilmben szerepelt. A filmiparban betöltött tevékenységéért csillagja megtalálható a Hollywood Walk of Fame-en.
Jótékonysági munkájának köszönhetően kétszer is megkapta az Akadémiától az Életműdíjat: 1940-ben és 1950-ben.

## Fiatalkora
1886-ban született Koppenhágában Henry Hersholt és Claire Petersen fiaként, szülei a Dán Népszínház tagjai voltak. Gyermekkorában a szüleivel végigturnézta Európát. Tanulmányait a Dán Művészeti Iskolában végezte.

## Karrierje

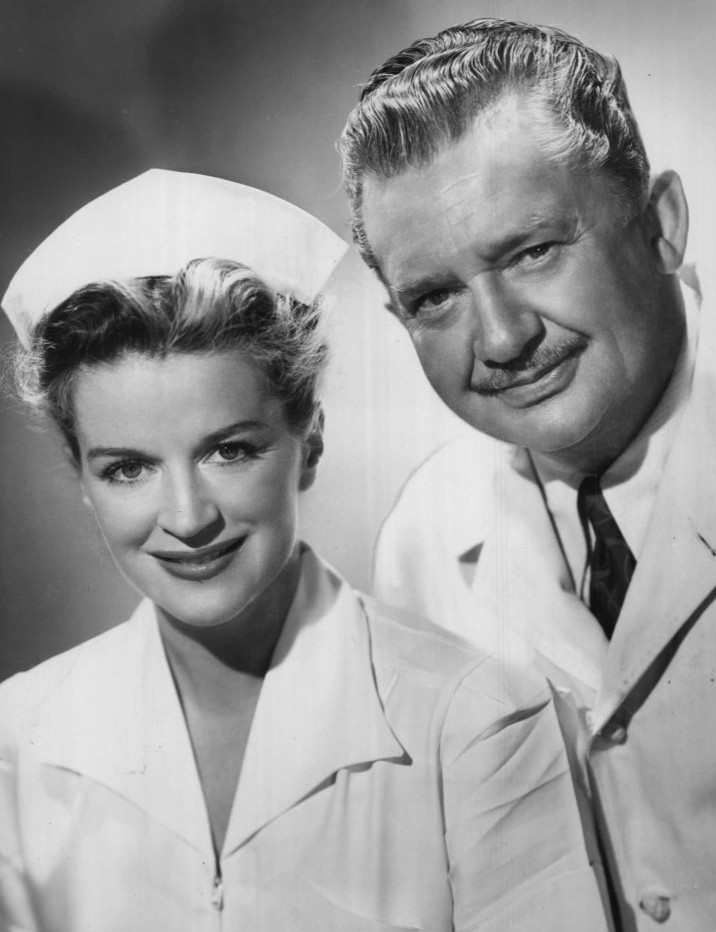
Rosemary DeCamp és Hersholt a Dr. Christian rádiós sorozatban (1953)

Filmes pályafutása 1906-ban indult, ekkor három dán készítésű rövidfilmben is szerepelt, ebből kettőt Németországban forgattak. Első amerikai filmje az 1915-ös Never Again volt. Legemlékezetesebb alakítását a Gyilkos aranyban (1924) és a híres svájci írónő Johanna Spyri gyermekkönyvéből adaptált Heidiban (1937) nyújtotta, ahol a kilencéves Shirley Temple szeretett nagyapját játszotta. Hosszú pályafutása alatt számos karaktert alakított, a korai némafilmek rosszfiúitól kezdve az enyhe dán akcentusával és kedves hangjával sikeresen formált meg jószívű apákat, orvosokat, professzorokat és európai nemesembereket. Utolsó filmje az 1955-ös Run for Cover című western volt.
1939-ben közreműködött egy alapítvány létrehozásában - Motion Picture Relief Fund - amely olyan embereket támogatott a filmszakmában, akik valamilyen oknál fogva orvosi segítségre szorultak. Az alapítvány Kaliforniában egy kórházat is létrehozott. Az Akadémia 1956-ban létrehozta Jean Hersholt Jótékonysági Díjat, mely Hersholt tevékenységének tisztelgett. A díj meghatározása szerint kijár  "olyan személynek a filmiparban, aki jótékonyságával tekintélyt szerzett a filmipar számára". Többek között megkapta: Samuel Goldwyn, Bob Hope, Gregory Peck, Frank Sinatra, Charlton Heston, Danny Kaye, Audrey Hepburn, Elizabeth Taylor és Paul Newman is.
Hersholt műfordítóként is jelentős érdemeket szerzett. Több mint 160 Hans Christian Andersen mesét fordított dánról angolra. Ezek hat kötetben jelentek meg 1949-ben Andersen összes meséje címmel. Hatalmas Andersen gyűjteménye ma az amerikai Kongresszusi Könyvtárban található.

## Családja
Hersholt Via nevű feleségét 1914-ben vette el, és haláláig mellette maradt. Egy fiuk született: Allan.
Nagybátyja Leslie Nielsennek, továbbá az egykori kanadai miniszterelnök-helyettesnek, Erik Nielsennek.

## Halála

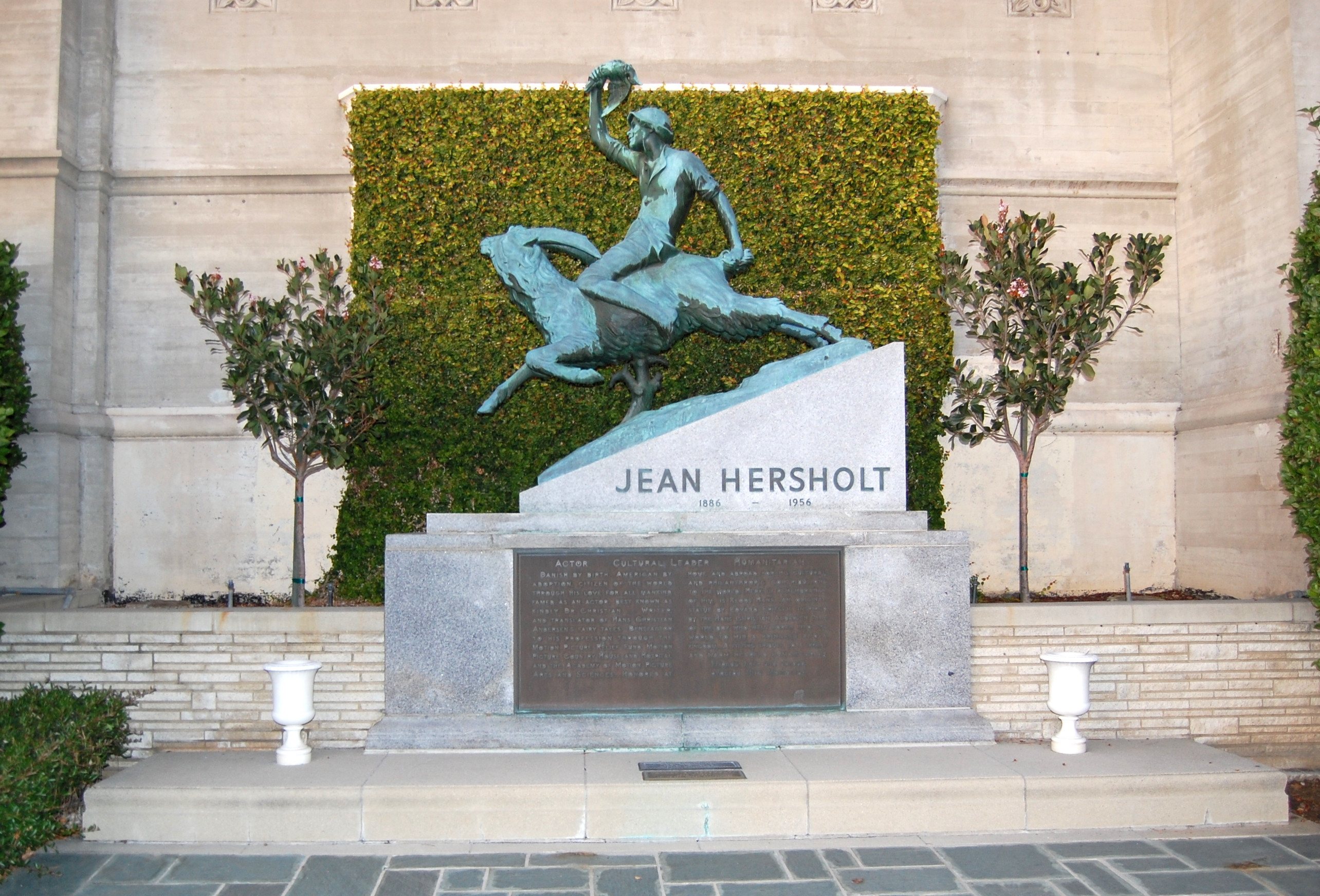
Jean Hersholt síremléke a Forest Lawn temetőben a kaliforniai Glendale-ben

1956-ban hunyt el rákban. A glendale-i Forest Lawn Memorial Parkban helyezték örök nyugalomra. A sírkövén egy Andersen-mesehős is van, Ügyetlen Hans, aki elhagyta otthonát, hogy megtalálja a helyét a nagyvilágban, csakúgy mint Hersholt.

## Fontosabb filmjei
- 1937 - Heidi - Adolph Kramer
- 1937 - A hetedik mennyország (Seventh Heaven) - Chevillon atya
- 1935 - A vámpír jele (Mark of the Vampire) - Otto von Zinden
- 1935 - Eszményi asszony (Break of Hearts) - Thalma professzor
- 1934 - Színes fátyol (The Painted Veil) - Herr Koerber
- 1934 - Orvosok (Men in White) - Dr. Hochberg
- 1933 - Vacsora nyolckor (Dinner at Eight) - Jo Stengel
- 1932 - Grand Hotel - Senf
- 1932 - Fu Manchu álarca (The Mask of Fu Manchu) - Dr. Von Berg
- 1932 - Emma - Dr. Frederick Smith
- 1931 - Madelon Claudet bűne (The Sin of Madelon Claudet) - Dr. Dulac
- 1931 - Magánéletek (Private Lives) - Oscar
- 1924 - Gyilkos arany (Greed) - Marcus

## Fordítás
- Ez a szócikk részben vagy egészben  a   Jean_Hersholt című angol Wikipédia-szócikk fordításán alapul.  Az eredeti cikk szerkesztőit annak laptörténete sorolja fel. Ez a jelzés csupán a megfogalmazás eredetét és a szerzői jogokat jelzi, nem szolgál a cikkben szereplő információk forrásmegjelöléseként.